# Чива (річка)
Чива — річка в Звягельському районі Житомирської області. Права притока річки Гаті (басейн Прип'яті).

## Опис
Довжина річки приблизно 6 км. Висота витоку річки над рівнем моря — 213 м; висота гирла над рівнем моря — 205 м; падіння річки — 8 м; похил річки — 1,34 м/км. Формується з багатьох безіменних струмків.

## Розташування
Бере початок у межах села Осове. Тече переважно на південний схід і на південній стороні від села Велика Цвіля впадає в річку Гать, притоку Случі.

## Риби Чиви
У річці водяться щука звичайна, карась звичайний, окунь, пічкур та плітка звичайна.